# 성력 (연호)
성력(聖曆, 측천문자 : 𨲢曆,698년 정월 ~ 700년 5월)은 무주(武周) 성신제(聖神帝) 측천무후(則天武后) 무조(武曌)의 열번째 연호이다. 약 2년 6개월 동안 사용하였다. 

## 개원
- 신공(神功) 2년 정월(正月) 1일[1](697년 12월 20일)에 연호를 성력(聖曆)으로 개원함.[2][3][4][5]

- 성력(聖曆) 3년 5월 5일[6](700년 5월 27일)에 연호를 구시(久視)로 개원함.[2][3][7][5]

## 연대 대조표
| 성력 | 서기(西紀)              | 간지(干支) |
| 원년 | 697년 11월 ~ 698년 10월 | 무술(戊戌) |
| 2년  | 698년 11월 ~ 699년 10월 | 기해(己亥) |
| 3년  | 699년 11월 ~ 700년 12월 | 경자(庚子) |

## 삭일(1일)
| 성력 원년 (698년) | 삭일 (음력) | 율리우스력      | 성력 2년 (699년) | 삭일 (음력) | 율리우스력     | 성력 3년 (700년) | 삭일 (음력) | 율리우스력      |
| 정월 (11월)       | 갑자 (甲子) | 697년 12월 20일 | 정월 (11월)      | 정사 (丁巳) | 698년 12월 8일 | 정월 (11월)      | 신해 (辛亥) | 699년 11월 27일 |
| 납월 (12월)       | 계사 (癸巳) | 698년 1월 18일  | 납월 (12월)      | 정해 (丁亥) | 699년 1월 7일  | 납월 (12월)      | 신사 (辛巳) | 12월 27일       |
| 1월               | 임술 (壬戌) | 2월 16일        | 1월              | 정사 (丁巳) | 2월 6일        | 1월              | 신해 (辛亥) | 700년 1월 26일  |
| 2월               | 임진 (壬辰) | 3월 18일        | 2월              | 병술 (丙戌) | 3월 7일        | 2월              | 신사 (辛巳) | 2월 25일        |
| 3월               | 신유 (辛酉) | 4월 16일        | 3월              | 병진 (丙辰) | 4월 6일        | 3월              | 경술 (庚戌) | 3월 25일        |
| 4월               | 경인 (庚寅) | 5월 15일        | 4월              | 을유 (乙酉) | 5월 5일        | 4월              | 경진 (庚辰) | 4월 24일        |
| 5월               | 경신 (庚申) | 6월 14일        | 5월              | 갑인 (甲寅) | 6월 3일        | 5월              | 기유 (己酉) | 5월 23일        |
| 6월               | 기축 (己丑) | 7월 13일        | 6월              | 갑신 (甲申) | 7월 3일        | 6월              | 무인 (戊寅) | 6월 21일        |
| 7월               | 기미 (己未) | 8월 12일        | 7월              | 계축 (癸丑) | 8월 1일        | 7월              | 무신 (戊申) | 7월 21일        |
| -                 | -           | -               | -                | -           | -              | 윤7월            | 정축 (丁丑) | 8월 19일        |
| 8월               | 무자 (戊子) | 9월 10일        | 8월              | 임오 (壬午) | 8월 30일       | 8월              | 병오 (丙午) | 9월 17일        |
| 9월               | 무오 (戊午) | 10월 10일       | 9월              | 임자 (壬子) | 9월 29일       | 9월              | 병자 (丙子) | 10월 17일       |
| 10월              | 정해 (丁亥) | 11월 8일        | 10월             | 임오 (壬午) | 10월 29일      | 10월             | 을사 (乙巳) | 11월 15일       |
| -                 | -           | -               | -                | -           | -              | 11월             | 을해 (乙亥) | 12월 15일       |
| -                 | -           | -               | -                | -           | -              | 12월             | 을사 (乙巳) | 701년 1월 14일  |

## 같이 보기
- 중국의 연호 목록